# Stanford-Plateau
Das Stanford-Plateau ist eine etwa 3000 m hohe, eisbedeckte Hochebene von etwa 25 km Durchmesser im westantarktischen Marie-Byrd-Land. Sie liegt zwischen dem Leverett- und dem Kansas-Gletscher. Im Süden geht sie in das zentrale Polarplateau über und endet im Norden am Watson Escarpment. 
Kartografisch erfasst wurde das Gebiet durch Vermessungsarbeiten des United States Geological Survey und mithilfe von Luftaufnahmen der United States Navy von 1960 bis 1963. Das Advisory Committee on Antarctic Names benannte das Plateau 1967 nach der Stanford University, von der zahlreiche Wissenschaftler zur Erforschung Antarktikas stammten.